# يوسف ندايشيميي
يوسف ندايشيميي (مواليد 27 أكتوبر 1998) هو لاعب كرة قدم بوروندي يلعب في مركز خط الوسط في نادي نيس.

## روابط خارجية
- يوسف ندايشيميي على موقع اتحاد تركيا (لاعب) (الإنجليزية)
- يوسف ندايشيميي على موقع قاعدة بيانات كرة القدم.إي يو (الإنجليزية)
- يوسف ندايشيميي على موقع ليكيب (الفرنسية)
- يوسف ندايشيميي على موقع ناشيونال فوتبول تيمز (الإنجليزية)
- يوسف ندايشيميي على موقع Soccerway.com (الإنجليزية)
- يوسف ندايشيميي على موقع عالم كرة القدم.نت (الإنجليزية)